# SignorHunt
| Recensione       | Giudizio |
| ---------------- | -------- |
| All Music Italia |          |

SignorHunt è il terzo album in studio del rapper italiano Rocco Hunt, pubblicato il 23 ottobre 2015 dalla Sony Music.

## Concezione
SignorHunt è caratterizzato dalla partecipazione di vari rapper italiani, quali Clementino, Guè e J-Ax, ma anche cantanti come Mario Biondi, Chiara Galiazzo, Enzo Avitabile e Neffa.
La copertina del disco è stata realizzata dal rapper Francesco Paura, con il quale Rocco Hunt aveva collaborato al brano Zombie, presente nell'album Slowfood.

## Promozione
L'uscita dell'album è stata anticipato dalla pubblicazione del singolo Vene e vvà, reso disponibile per il download digitale dal 4 settembre 2015 e accompagnato dal relativo video musicale, e dal video della title track, diretto da Maccio Capatonda e uscito il 9 ottobre 2015 attraverso il canale YouTube del rapper.
SignorHunt è stato commercializzato il 23 ottobre 2015 nei formati CD e download digitale ed è stato promosso dal secondo singolo Se mi chiami, inciso con Neffa, e dal videoclip del brano d'apertura Tengo voglia 'e sunnà, uscito il 2 febbraio 2016.
Il 10 febbraio 2016 Rocco Hunt ha pubblicato il singolo inedito Wake Up, con il quale ha preso parte al Festival di Sanremo 2016, classificandosi nono. Esso ha anticipato la riedizione di SignorHunt, uscita il 4 marzo 2016 e costituita da un secondo CD di inediti.

## Tracce
1. Tengo voglia 'e sunnà – 2:52
2. Vene e vvà – 3:14
3. Eco do mare (feat. Enzo Avitabile) – 3:29
4. Se mi chiami (feat. Neffa) – 3:53
5. Una moneta e un sogno (feat. J-Ax & Gué Pequeno) – 2:59
6. O' posto mio – 2:51
7. O' reggae de guagliune (feat. Clementino, Speaker Cenzou & 'O Zulù) – 5:09
8. SignorHunt – 3:02
9. Allora no! (feat. Chiara) – 3:14
10. Qualcosa di strano – 4:00
11. Back in the Days (feat. Mario Biondi) – 3:57
12. Maletiempo – 3:12
13. Nu brutto suonno (feat. Luchè) – 4:00
14. Altri 100 anni (feat. Nazo, Zoa & Chief) – 5:54
15. Marcos (feat. Maruego) – 4:09
16. 'Na stanza nostra – 3:45

CD bonus nella Wake Up Edition
1. Wake Up – 2:46
2. Sto bene così – 3:16
3. Stella cadente (feat. Annalisa) – 3:58
4. Non parlarmi – 4:13
5. Ce Sta L'HipHopcrisia – 2:55
6. Girare il mondo – 3:16
7. Tu vuò fa l'americano – 2:53 – originariamente interpretata da Renato Carosone
8. Ninna nanna, ninna oh – 2:00
9. Una lacrima (feat. Lucio Dalla) – 3:44

## Classifiche
| Classifica (2015) | Posizione massima |
| ----------------- | ----------------- |
| Italia            | 2                 |